# .mw
‎.mw‏ دامنه اینترنتی اختصاص داده شده به مالاوی است.